# ジョナサン・ゾンゴ
ジョナサン・サンディー・ゾンゴ（Jonathan Sundy Zongo 、1989年4月6日 - ）は、ブルキナファソ・ワガドゥグー出身の元プロサッカー選手。元ブルキナファソ代表。現役時代のポジションは、フォワード。

## 代表歴
2013年8月7日、ブルキナファソ代表初招集。1週間後に開催されたモロッコとの親善試合でフル出場し、2-1の勝利に貢献した。2014年5月21日のセネガル戦で初ゴール。

### ゴール
| # | 開催日        | 会場                         | 対戦国       | スコア | 結果 | 試合概要                           |
| - | ------------- | ---------------------------- | ------------ | ------ | ---- | ---------------------------------- |
| 1 | 2014年5月21日 | スタッド・ドゥ・キャトル＝ウ | セネガル     | 1–1    | 1–1  | 親善試合                           |
| 2 | 2015年1月10日 | ムボンベラ・スタジアム       | エスワティニ | 1–1    | 5–1  | 親善試合                           |
| 3 | 2015年1月13日 | ムボンベラ・スタジアム       | ボツワナ     | 1–0    | 2–0  | 親善試合                           |
| 4 | 2015年6月13日 | スタッド・ドゥ・キャトル＝ウ | コモロ       | 2–0    | 2–0  | アフリカネイションズカップ2017予選 |